# Hapcheon-eup
Hapcheon-eup (koreanska: 합천읍) är en köping i Sydkorea. Den är centralort i kommunen Hapcheon-gun i provinsen Södra Gyeongsang, i den centrala delen av landet, 245 km söder om huvudstaden Seoul.